# Religija u Izraelu
Najrasprostranjenije religije u Izraelu su judaizam, islam i kršćanstvo.

## Utjecaji

### Islam
Utjecaj islama u Izraelu prije svega dolazi iz susjedne Palestine čije je stanovništvo većinom islamske vjeroispovjesti. Mnogo Palestinaca živi s izraelske strane granice te je posljedica toga i drugi službeni jezik u Izraelu arapski. Drugi razlog je sveto mjesto Islama u Jeruzalemu te velika naseljenost u islamskoj četvrti u Jeruzalemu.

### Židovstvo
Izrael je zemlja koja je osnovana 1948. godine pod utjecajem cionističkog pokreta. Njen prvi premijer, David Ben Gurion ustanovio je sve simbole Izraela. Izrael je zemlja koju Židovi smatraju domovinom, tako da je i na grbu Izraela menora, a na zastavi Davidova zvijezda.

### Kršćanstvo
Kršćani čine vjersku manjinu u odnosu na muslimane i Židove, što je direktan uzrok geopolitičkih previranja u zadnjih dvije tisuće godina; islamskih osvajanja te uspostave židovske države 1948. godine. Većina kršćanskih svetišta poput (istočnog) Jeruzalema, Betlehema ili Hebrona nalaze se u susjednoj palestinskoj Zapadnoj obali, dok se u Izraelu nalazi grad Nazaret. 